# Police contre la prohibition
Police contre la prohibition (PCP) est le nom d’un collectif français de policiers et gendarmes souhaitant la décriminalisation de l’usage des drogues.

## Contexte
La France est le pays le plus répressif d’Europe en matière d’usage de stupéfiants, et pourtant, c’est aussi l’un de ceux où l'on trouve le plus de consommateurs, notamment chez les plus jeunes. La guerre à la drogue et à ses usagers menée depuis presque 50 ans n’a pas eu les effets supposés : l’usage de drogues est insensible à l’arsenal législatif, et la prohibition ne profite qu’au marché noir et au crime organisé. La répression est une entrave à la prévention, à l’information, à l’accès aux soins et à la réduction des risques, qui devraient pourtant être des priorités absolues.
« La répression des usagers n’est pas dissuasive, et elle a un impact insignifiant sur la résolution des enquêtes de trafic. La répression de l'usage de stupéfiants est le carburant de la politique du chiffre, et biaise la statistique de l'efficacité de l'activité policière. Policiers et gendarmes y consacrent un temps considérable sans aucun résultat global probant. Le coût des procédures pour ce délit en termes d'argent public est exorbitant. L'application de l'art. L.3421-1 du code de la santé publique est aussi le prétexte à une pratique policière de ciblage et de multiplication des contrôles d'identité. Les relations entre la police et la population des quartiers populaires se détériorent, haine et brutalité réciproques s'enracinent »[pas clair].

## Historique
Le collectif PCP a été créé en novembre 2018 par des policiers et des gendarmes, en activité ou non, citoyens responsables, attentifs aux dysfonctionnements de la politique française en matière de stupéfiants et à l'évolution de la société en France et ailleurs; soucieux du service public et de justice, ils militent pour une réforme de la législation et contre « l’absurdité de la politique du chiffre qui gangrène la police, son image, sa crédibilité, et détériore ses rapports avec la population là où, plus qu’ailleurs, la paix et le dialogue sont nécessaires. »